# Minuscuul zwart gat
Een minuscuul zwart gat is in de theoretische natuurkunde een bepaald type zwart gat dat zo klein en licht is dat de wetten van de kwantummechanica tevens een belangrijke rol spelen, naast de zwaartekracht en relativiteitstheorie. De omvang van dit soort zwarte gaten zou uiteenlopen van de plancklengte (de kleinst mogelijke lengte in veel kwantumfysische modellen) tot ± 0,1 millimeter.
Er is tot dusver geen enkel bewijs voor het bestaan van dergelijke "minuscule" zwarte gaten, waarmee het dus puur hypothetische objecten blijven. Dit soort zwarte gaten heeft mogelijk zeer kort na de oerknal wel echt bestaan. Een zwart gat van om en nabij de plancklengte zou waarschijnlijk maar heel kort bestaan; het zou als gevolg van de hawkingstraling vrijwel onmiddellijk weer verdampen. Het vrijkomen van elementaire deeltjes bij het uiteenvallen van minuscule zwarte gaten zou dus een belangrijke concrete aanwijzing zijn voor het bestaan van de gaten zelf; ze rechtstreeks waarnemen lijkt onmogelijk.

## Achtergrond
Het blijkt dat er in allerlei natuurkundige modellen een bepaalde ondergrens is aan de hoeveelheid massa die een zwart gat in theorie kan bezitten.
Minuscule zwarte gaten kunnen worden gedefinieerd aan de hand van:
- de schwarzschildradius {\displaystyle R=2GM/c^{2}}, die de straal weergeeft waarbij de ontsnappingssnelheid vanaf een voorwerp dat met behoud van al zijn massa (M) tot een bol van deze omvang zou worden samengeperst gelijk wordt aan de lichtsnelheid;
- de comptongolflengte {\displaystyle \lambda =h/Mc}, die een ondergrens stelt aan de ruimtelijke omvang waarin een bepaalde massa M zich kan concentreren.

Als nu de massa M een waarde aanneemt die kleiner is dan de planckmassa, wordt de comptongolflengte meer dan de helft van de schwarzschildradius. Bij dergelijke waarden van M kunnen zwarte gaten dan simpelweg niet bestaan. Hieruit volgt dat een minuscuul zwart gat, hoe klein ook, altijd minimaal de planckmassa (±22 microgram) heeft.

## In verschillende modellen
Rond het jaar 2000 werd voor het eerst de mogelijkheid geopperd dat deeltjesversnellers mini-zwarte gaten zouden kunnen produceren. Wanneer wordt uitgegaan van de traditionele drie ruimtelijke dimensies , volgt hieruit dat er een hoeveelheid energie van 1016 tera-elektronvolts (TeV) nodig is om enkel de lichtst mogelijke zwarte gaten te produceren. Volgens kwantummechanische modellen die het bestaan van extra "opgevouwen" ruimtelijke dimensies veronderstellen (bijv. de snaartheorie en het Randall-Sundrummodel) neemt de sterkte van de zwaartekracht op een steeds kleiner wordende ruimtelijke schaal echter sterker toe dan wanneer uitgegaan wordt van slechts drie dimensies. Dit laatste zou betekenen dat er reeds bij een hoeveelheid energie in de orde van enkele TeV minuscule zwarte gaten zouden ontstaan. Dergelijke energiehoeveelheden zijn daadwerkelijk beschikbaar in de Large Hadron Collider. Een en ander gaf kort na de inwerkingstelling van de LHC aanleiding tot wilde verhalen over de aarde die opgeslokt zou worden door een aldus geproduceerd zwart gat dat zou blijven groeien. In werkelijkheid is dit onmogelijk aangezien zwarte gaten van een dergelijke kleine omvang zoals gezegd meteen zouden verdampen.
Indien de extra ruimtelijke dimensies werkelijk bestaan, zouden ze dus op die manier kunnen worden aangetoond indien er zich bij botsingen tussen deeltjes daadwerkelijk uiterst minuscule zwarte gaten zouden vormen.
Echter, andere kwantumfysische modellen stellen hogere ondergrenzen aan de massa van een zwart gat, waardoor er navenant veel meer energie nodig is om zwarte gaten te laten ontstaan. Volgens de Einstein–Cartantheorie (waarin fermiondeeltjes worden uitgerekt) bijvoorbeeld, kan de massa van een zwart gat nooit minder zijn dan 1016 kg. Om dit soort zwarte gaten te produceren is een hoeveelheid energie nodig die 1039 keer groter is dan wat er momenteel in de LHC bereikt kan worden.